# Граф Сомерсет

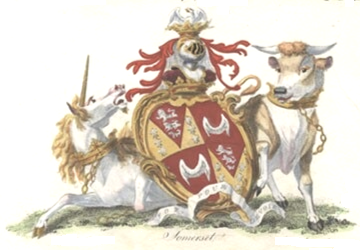
Герб герцогів Сомерсет

Герцог Сомерсет (англ. Duke of Somerset) і граф Сомерсет (англ. Earl of Somerset) — старовинні титули в системі дворянських титулів Англії.
Нині графський титул, започаткований близько 1141 року, не існує. Герцогський титул, якщо не враховувати два ефемерних надання рано померлим дітям Тюдорів, носили дві родини: у XV столітті — Бофорти, молодша (побічна) гілка дому Ланкастерів (раніше графи Сомерсет), а з 1547 року — Сеймури, нащадки Едуарда Сеймура, молодшого брата Джейн Сеймур, третьої дружини Генріха VIII. Після страти Едуарда Сеймура 1552 року титул було конфісковано, однак повернено його правнуку в 1660 році і з того часу безперервно належить цій родині.

## Вільгельм де Мойон
Першим графом Сомерсет традиційно вважається Вільгельм де Мойон (пом. бл. 1155), некрупний землевласник з південно-західної Англії, прибічник імператриці Матильди у період феодальної анархії 1135—1154 років. Титул графа Сомерсету щодо нього згадується в хартії про заснування Братонського монастиря. В інших документах тієї епохи, однак, підтвердження започаткування такого титулу немає. У будь-якому разі, право Вільгельма де Мойона чи його спадкоємців на титул графа Сомерсету не було визнано ані королем Стефаном, ані сином Матильди королем Генріхом II.

## Рід Бофортів — графи й герцоги Сомерсет
Нова кремація титулу відбулась 1397 року. Графом Сомерсет став Джон Бофорт (пом. 1410), старший з дітей третього сина англійського короля Едуарда III Джона Гонта та Катерини Свінфорд. Діти Джона Гонта та Катерини Свінфорд були народжені поза шлюбом й тому були позбавлені права спадкування престолу Англії. Вони отримали прізвище Бофорт й відігравали провідні ролі у політичному житті країни у першій половині XV століття.
Син Джона Бофорта Джон, 3-й граф Сомерсет (пом. 1444), був крупним англійським воєначальником заключного періоду Столітньої війни та сімнадцять років провів у французькому полоні. Його молодший брат, Едмунд Бофорт, 4-й граф Сомерсет (пом. 1455), служив генерал-лейтенантом англійських володінь у Франції та завдяки своєму впливу на короля Генріха VI і його дружину Маргариту Анжуйську 1451 року фактично встановив контроль над центральною владою в Англії. Суперництво Сомерсета й Річарда Йоркського стало однією з причин початку війни Червоної та Білої троянди. Граф (з 1448 року — 1-й герцог) Сомерсет став главою ланкастерської партії у цій війні, однак у 1455 році було вбито у битві під Сент-Олбансом. Його син і спадкоємець Генріх Бофорт, 5-й граф і 3-й герцог Сомерсет (пом. 1464), продовжив керувати ланкастерською партією й очолював її війська у битвах під Вейкфілдом (1460), Сент-Олбансом (1461) й Таутоном (1461). У 1464 році його було взято у полон йоркістами і страчений. У 1471 році після поразки під Тьюксбері був страчений і його брат — Едмунд Бофорт, 4-й герцог Сомерсет. По його смерті чоловіча лінія Бофортів припинилась, а разом з нею припинилось існування й титулів герцога і графа Сомерсет.
За п’ятнадцять років, у 1485 році, син Маргарити, дочки Джона Бофорта, 1-го графа Сомерсета, став королем Англії під ім’ям Генріха VII, заснувавши династію Тюдорів.
Генрі Бофорт, 3-й герцог Сомерсет, залишив позашлюбного сина Чарльза, який носив прізвище Сомерсет й отримав від Генріха VIII титул граф Вустер. З 1682 року його потомство має титул герцог Бофорт.

## Герцоги Сомерсет: присвоєння молодшим Тюдорам
У 1499 року принц Едмунд, третій син Генріха VII, при хрещенні був названий герцогом Сомерсет, однак формального присвоєння титулу не відбулось, оскільки він помер немовлям.
У 1525 році титул герцога Сомерсет, разом із титулом герцог Річмонд, було надано позашлюбному сину Генріха VIII та Елізабет Блант Генрі Фіцрою. Він помер у 17-річному віці 1536 року, й титул повернувся до корони.

## Герцоги Сомерсет з 1547 року: рід Сеймурів
У лютому 1547 року від імені малолітнього короля Едуарда VI титул «герцог Сомерсет» було надано його дядьку по матері Едуарду Сеймуру (раніше мав титул граф Хертфорд). Фактично Сеймур, який став одноосібним регентом (лорд-протектором) після смерті Генріха VIII, надав цей титул самому собі. У 1549 році Сеймура було скинуто (але не позбавлено титулів), а 1552 року страчено після нового арешту. Жодному з його п’яти синів не було дозволено успадкувати титул. У 1559 році Єлизавета I надала його третьому сину Едуарду (старшому від другого шлюбу) титул графа Хертфорду. Він потай одружився з ув’язненою в Тауері родичкою королеви, претенденткою на престол Катериною Грей, й у них народилось два сини, яких довго вважали незаконнонародженими. Його онук Вільям (1588—1660), так само як і його дід, вступив у таємний шлюб з опозиційною до Якова I претенденткою на престол — Арабеллою Стюарт, намагався з нею втекти до Франції, але його дружину упіймали, вона померла в Тауері, а Вільям дістався Франції і повернувся потім в Англію, успадкувавши титул діда. У 1640 році він отримав підвищення в титулі — маркіз Хертфорд, а у вересні 1660 року, за місяць до смерті, став 2-м герцогом Сомерсет; титул було відновлено Карлом II за послуги, надані під час Реставрації.
У 1675 році по смерті 4-го герцога потомство 2-го герцога припинилось, а з ним і маркізат Хертфорд. Герцогство перейшло до потомства молодшого брата 2-го герцога, з якого є примітним 6-й герцог Чарльз (1662—1748), на прізвисько «Гордий Герцог», фаворит королеви Анни. У 1750 році зі смертю 7-го герцога припинилось усе потомство 1-го герцога від другого шлюбу разом з кількома другорядними титулами. Герцогство перейшло до нащадків старшого сина 1-го герцога, які мали півтора століття (шість поколінь) лише титул баронетів. У 1793—1923 роках герцогська лінія використовувала замість «Сеймур» прізвище «Сент-Мор» (St. Maur) й мала другорядний титул «граф Сент-Мор» (Earl of St. Maur). Із Сент-Морів примітні математик Едвард, 11-й герцог Сомерсет, президент Ліннеєва товариства й Королівського інституту (1775—1855), і його онук Едвард, граф Сент-Мор (1835—1869), авантюрист і сподвижник Гарибальді (помер за життя батька й не був герцогом).
У 1923 році припинилась лінія, яка мала прізвище Сент-Мор, і титул вкотре перейшов до далеких родичів, нащадків молодшого сина 8-го герцога. Нинішній власник титулу — Джон Сеймур, 19-й герцог Сомерсет (нар. 1952). Спадкоємець титулу — Себастіан Сеймур, лорд Сеймур (нар. 1982).
Резиденція герцогів — Мейден-Бредлі, графство Вілтшир.

## Граф Сомерсет у XVII столітті: Роберт Карр
У 1613 році титул графа Сомерсет було присвоєно Роберту Карру (пом. 1645), юному шотландському дворянину, який став фаворитом короля Якова I. Роберт втратив свій вплив і був ув’язнений 1615 року за участь в отруєнні Томаса Овербері, однак зберіг титул до своєї смерті, що настала 1645 року. У подальшому титул графа Сомерсету не започатковувався.

## Список графів Сомерсет

Герб роду Бофорт

Герб Роберта Карра

### Граф Сомерсет, перша креація (1141)
- Вільгельм де Мойон (пом. бл.1155)

### Графи Сомерсет, друга креація (1397)
- Джон Бофорт, 1-й граф Сомерсет (1371/1373-1410), побічний син Джона Гонта, третього сина англійського короля Едуарда III, й Катерини Свінфорд;
- Генрі Бофорт, 2-й граф Сомерсет (1401—1418), син попереднього;
- Джон Бофорт, 3-й граф Сомерсет (1404—1444), 1-й герцог Сомерсет (c 1443), брат попереднього;
- Едмунд Бофорт, 4-й граф и 2-й герцог Сомерсет (1404—1455), граф Дорсет (з 1442), маркіз Дорсет (c 1443), брат попереднього;
- Генрі Бофорт, 5-й граф и 3-й герцог Сомерсет (1436—1464), син попереднього;
- Едмунд Бофорт, 6-й граф и 4-й герцог Сомерсет (за версією Ланкастерів) (1438—1471), брат попереднього.

### Граф Сомерсет, третя креація (1613)
- Роберт Карр (пом. 1645), віконт Рочестер (с 1610), фаворит короля Якова I.